# Culinária de Okinawa

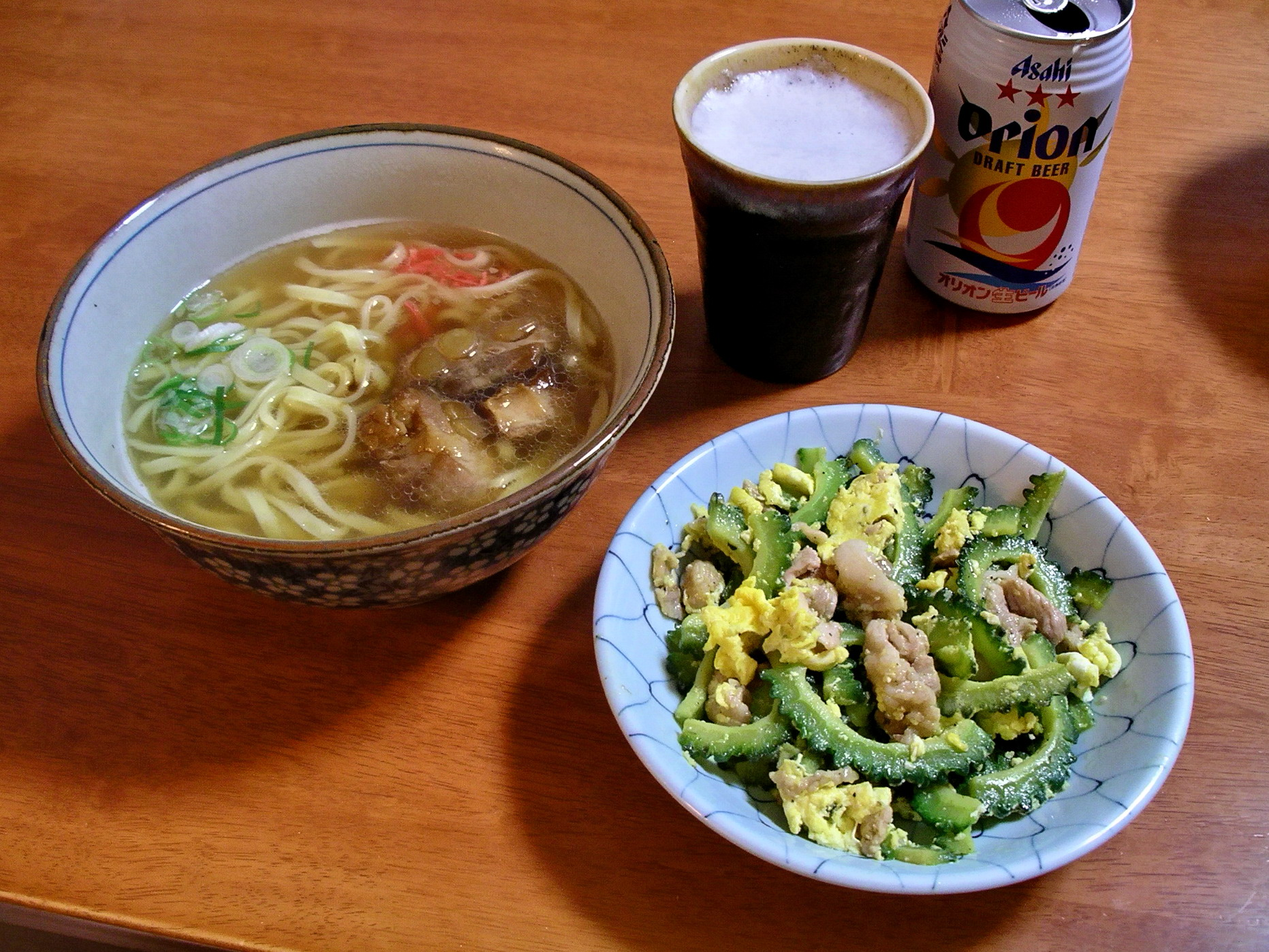
Soba de Okinawa (na esquerda) e Goya chanpuru com uma lata da cerveja local Orion

A culinária de Okinawa (沖縄料理, Okinawa ryōri) é a cozinha típica de da prefeitura de Okinawa, no Japão. Essa cozinha também é conhecida como Culinária Ryūkyūana (琉球料理, Ryūkyū ryōri), em referência ao Reino de Ryukyu. Por causa de diferenças em contato cultural e histórico entre as regiões e diferenças no clima e consequentemente na fauna/flora típicas de Okinawa, a culinária da região se difere da culinária das ilhas principais do Japão.

## História
A culinária de Okinawa incorpora influências fortes da cozinha Chinesa e da Sul-Asiática, por seu longo histórico de trocas culturais e relações de mercado. A batata-doce, introduzida em Okinawa no ano de 1605, se tornou um alimento básico na prefeitura até o começo do século XX. O melão-amargo (ou melão-de-são-caetano, Momordica charantia) e Nabera (luffa) provavelmente chegaram na região vindo do Sudeste Asiático. Como o reino de Ryukyu funcionava como um estado tributário para a China, os cozinheiros da região viajavam até a província de Fujian para aprenderem a cozinhar comida chinesa, causando então forte impressão chinesa sobre a cozinha de Okinawa. Também se acredita que a técnica de destilação do awamori surgiu no Sião (Tailândia), e chegou na área de Okinawa por volta do século XV. Depois que o Domínio de Satsuma (atual Kagoshima) invadiu o reino de Ryukyu, o intercâmbio de cozinheiros passou a ir em direção ao Japão, de forma que eles voltavam à Okinawa com conhecimento da culinária do Japão e assim introduziam diversos ingredientes e pratos típicos das ilhas principais do Japão.
A região foi administrada pelos Estados Unidos nas três décadas seguintes à Segunda Guerra Mundial, período durante o qual diversas comidas enlatadas e típicas dos Estados Unidos se tornaram extremamente populares na área. A culinária de Okinawa evoluiu nos tempos recentes especialmente por conta da presença militar americana.

## Características
Além dos ingredientes vegetais, as influências da cozinha do Sul e Sudeste da Ásia são evidentes na culinária Okinawana, especialmente pelos temperos usados, como o açafrão, que não é tão comumente usado nas outras regiões do Japão. Os condimentos mais usados para a preparação de pratos de Okinawa consistem principalmente de sal, missô, lascas de atum-bonito (katsuobushi) e kombu (algas-marinhas).
Outra característica forte da cozinha de Okinawa é o fato dela se basear fortemente em carnes. A fonte principal de proteína da dieta da prefeitura é de origem animal, especificamente de porcos. O budismo é menos popular em Okinawa, e as ilhas foram menos influenciadas pelas práticas vegetarianas do xogunato Tokugawa.  A cultura de abater animais é presente desde o período Edo. Um ditado popular de Okinawa diz que "todas as partes do porco podem ser comidas, exceto por seus cascos e seu grunhido".
Apesar de serem parte de um arquipélago, a cozinha Okinawana come relativamente menos frutos do mar do que outras culturas marítimas. Peixes e outros frutos do mar eram difíceis de serem conservados nas altas temperaturas da região, antes do desenvolvimento da refrigeração; além disso, relativamente poucas espécies de peixe habitam o mar quente que rodeia as ilhas de Ryukyu. As preparações mais comuns para peixes são conservá-los com sal (shiozuke), secá-los, grelhá-los, marinar em molho de soja (nitsuke), e como kamaboko, um alimento processado feito a partir de diversos tipos de peixes brancos. Sashimi também é comumente servido em Okinawa, mas de forma limitada por conta da dificuldade de manter os peixes frescos no clima quente e úmido da ilha.
Variedades comestíveis de algas marinhas, como kombu, também são populares, e são usadas para fazer saladas, sopas ou tempura. O kombu é frequentemente usado não só para fazer bases para sopas e caldos, mas também na preparação de pratos feitos na brasa e refogados. Ingredientes e comidas americanizadas também são populares na região.

## Ingredientes comuns
- Carnes
  - Carne suína
  - Soki
  - Carne bovina
  - Cabra
  - Peixe
- Frutas
  - Abacaxi
  - Papaya
  - Manga
  - Maracujá
  - Goiaba
- Vegetais
  - Repolho
  - Melão-amargo (melão-de-são-caetano)
  - Hechima (Luffa)
  - Inhame
  - Algas-marinhas
  - Alho
  - Cebola
  - Tomate
- Grãos e derivados
  - Arroz branco
  - Arroz integral
  - Seitan
  - Tofu

## Benefícios à saúde
A região de Okinawa é conhecida por ter cinco vezes mais pessoas acima dos 100 anos de idade que o resto do Japão, que por si só já é o país com a maior expectativa de vida do mundo.